# Severin Kiefer
Severin Kiefer (* 11. Oktober 1990 in Kuchl, Land Salzburg) ist ein ehemaliger österreichischer Eiskunstläufer. 
Severin Kiefer war mehrmaliger Österreichischer Juniorenmeister im Einzel. Von 2010 bis 2013 startete Severin Kiefer gemeinsam mit seiner zweieinhalb Jahre jüngeren Partnerin Stina Martini auch im Paarlauf. Beide konnten sich im ersten Jahr gleich den österreichischen Juniorenmeistertitel im Paarlauf sichern. Das Paar holte sich dreimal in Folge den österreichischen Staatsmeistertitel. Seit 2013 war Severin Kiefer mit der ehemaligen Einzelläuferin Miriam Ziegler aktiv.
Kiefer ist aktiver Sportler des Heeressportzentrums des Österreichischen Bundesheers und trägt den Dienstgrad Zugsführer.
2022 beendete Kiefer seine aktive Karriere und ist seitdem Trainer. Er trainiert die österreichischen Paare Giorgia Ghedini / Luc Maierhofer und Sophia Schaller / Livio Mayr sowie Linda De Nardin / Patrizio Romano Rossi (Spanien) und Nora Rothenbühler / József Mózes Berei (Ungarn).

## Ergebnisse
Mit Miriam Ziegler:
| Wettbewerb / Jahr               | 2013–14 | 2014–15 | 2015–16 | 2016–17 | 2017–18 | 2018–19 | 2019–20 | 2020–21 | 2021–22 |
| ------------------------------- | ------- | ------- | ------- | ------- | ------- | ------- | ------- | ------- | ------- |
| Olympische Winterspiele         | 17.     |         |         |         | 20.     |         |         |         | 18.     |
| Weltmeisterschaften             | 22.     | 18.     | 21.     | 18.     | 14.     | 10.     |         | 11.     | 7.      |
| Europameisterschaften           | 12.     | 8.      | 9.      | 9.      | 7.      |         | 6.      |         |         |
| Österreichische Meisterschaften | 1.      | 1.      | 1.      |         | 1.      |         | 1.      | 1.      | 1.      |

Mit Stina Martini:
| Wettbewerb / Jahr               | 2009–10 | 2010–11 | 2011–12 | 2012–13 |
| ------------------------------- | ------- | ------- | ------- | ------- |
| Olympische Winterspiele         |         |         |         |         |
| Weltmeisterschaften             |         | 21.     | 22.     |         |
| Europameisterschaften           |         | 15.     | 15.     | 13.     |
| Juniorenweltmeisterschaften     | 20.     | 16.     | 15.     |         |
| Österreichische Meisterschaften | 1.J     | 1.      | 1.      | 1.      |